# Pagersari (Mungkid)
Pagersari is een bestuurslaag in het regentschap Magelang van de provincie Midden-Java, Indonesië. Pagersari telt 2878 inwoners (volkstelling 2010).